# Córdoba (municipalité, Veracruz)
Pour les articles homonymes, voir Córdoba.
La municipalité de Córdoba est l'une des 212 municipalités de l'État de Veracruz, et est située dans la partie centrale de cet État. Elle se situe à l'ouest du golfe du Mexique, sur les contreforts de la chaîne de montagnes de la Sierra Madre orientale, et fait partie du bassin versant de la rivière Río Cotaxtla, principal affluent du fleuve Río Jamapa, ainsi que du bassin versant du fleuve Río Papaloapan, avec des affluents du Río Blanco. Son chef-lieu est la ville éponyme de Córdoba. Elle dépend de la région administrative de Las Montañas, qui est une des 10 subdivisions administratives de l'État de Veracruz. Elle fait également partie de la "Zona metropolitana de Córdoba", qui regroupe autour de la ville de Córdoba les municipalités faisant partie de sa sphère d'influence.

## Toponymie
La ville et la municipalité de Córdoba doivent leur nom à Diego Fernández de Córdoba, vice-roi de Nouvelle-Espagne entre 1612 et 1621, qui supervisa sa fondation, en 1618, par quatre encomenderos placés sous sa juridiction.

## Géographie
La municipalité de Córdoba s'étend du nord au sud de part et d'autre de la rivière Río Cotaxtla, principal affluent du fleuve Río Jamapa, qui la traverse du sud-est au nord-ouest, et borde à l'est son chef-lieu. Ce dernier, la ville éponyme de Córdoba, situé dans la partie sud de la municipalité, est traversé par deux affluents du Río Cotaxtla, dont le Río San Antonio. Plus au sud, la municipalité est traversée par la rivière Zapote, affluente de la rivière Río Blanco, appartenant à la partie nord du bassin versant du fleuve Río Papaloapan. Enfin, un dernier affluent du Río Blanco, le Río Negro, la borde pour partie à l'ouest. Assise sur les contreforts de la chaîne de montagnes de la Sierra Madre orientale, son altitude oscille entre 600 et 1800 mètres. Son territoire couvre une superficie de 159,9 km2, et était peuplé en 2015 de 218 153 habitants, pour une densité de 1364,4 habitants par km2.
La municipalité fait partie de la Zona metropolitana de Córdoba (es), qui est composée des municipalités de Amatlán de los Reyes, Córdoba, Fortín et Yanga.
Elle est limitrophe au nord de celles de Ixhuatlán del Café et de Tomotlán, à l'ouest de celles de Chocamán, et de Fortín, et au sud-est de celle de Amatlán de los Reyes.

## Composition et démographie
La municipalité était composée en 2015 de 119 localités, dont 5 étaient considérées comme urbaines, les autres étant rurales.
| Localité                               | Population |
| -------------------------------------- | ---------- |
| Córdoba                                | 140 896    |
| La Luz Francisco I. Madero (San Román) | 11 099     |
| El Pueblito (Crucero Nacional)         | 8078       |
| La Luz y Trinidad Palotal              | 3358       |
| Colorines                              | 2773       |
| Reste des localités                    | 30 337     |
| Total population                       | 196 541    |

En plus de l'espagnol, plusieurs langues amérindiennes sont parlées dans la municipalité, dont les principales sont par ordre d'importance : le mazatèque, le nahuatl, le zapotèque, le mixtèque, et le chinantèque.

## Histoire
La ville de Córdoba a été fondée en 1618, avec une fonction protectrice face à la révolte des esclaves Noirs marrons, menée par Gaspar Yanga. Les quatre encomenderos, Don Juan Cristóbal de Miranda, don García de Arévalo, don Andrés Núñez de Illescas et don Diego Rodríguez, demandèrent alors au vice-roi de Nouvelle-Espagne, Diego Fernández de Córdoba, l'autorisation de fonder cette ville, qui depuis porte le nom de ce vice-roi. Depuis 1932, la municipalité de Yanga et son chef-lieu éponyme portent en revanche le nom de cet esclave marron.
Durant la Guerre d'indépendance du Mexique, en 1821, les habitants de Córdoba résistèrent aux forces royalistes de colonel Manuel Hevía. Le 24 août de cette même année, Agustín de Iturbide et Juan O'Donojú, dernier vice-roi de Nouvelle-Espagne y signèrent, selon le plan d'Iguala devant régler les questions de l'indépendance du Mexique, le traité de Córdoba.
En 1830, Córdoba est élevée au rang de ville. Elle reçoit en 1880 le titre d'héroïque, et se nomme en 1895 Heroica Córdoba de Hernández y Hernández, en l'honneur de l'ancien gouverneur de l'État de Veracruz, Lic. Francisco Hernández y Hernández.
La municipalité cède en 1930 une part de son territoire pour la création de la municipalité de Fortín.

## Économie

### Agriculture et élevage
La superficie des parcelles semées représentait en 2016 une surface totale de 7902,8 hectares, parmi lesquels 4222,8 hectares étaient voués à la culture de la canne à sucre, 1900 hectares étaient voués à la culture du caféier, et 1178 hectares étaient voués à celle du maïs.
En 2016, la production de viande par tonnes comprenait 6 tonnes de viande bovine, 477,3 tonnes de viande porcine, 3,1 tonnes de viande ovine, 26 896,9 tonnes volailles, et 0,4 tonne de dinde. La superficie vouée à l'élevage représentait alors 178 hectares.